# Mikola Shaparenko
Mikola Volodímirovich Shaparenko (en ucraniano: Микола Володимирович Шапаренко; Velika Novosilka, óblast de Donetsk, 4 de octubre de 1998) es un futbolista ucraniano que juega en la demarcación de centrocampista para el F. C. Dinamo de Kiev de la Liga Premier de Ucrania.

## Selección nacional
Tras jugar con la selección de fútbol sub-18 de Ucrania, la sub-19 y la sub-21, finalmente debutó con la selección absoluta el 31 de mayo de 2018. Lo hizo en un partido amistoso contra Marruecos que finalizó con un resultado de empate a cero.

### Participaciones en Eurocopas
| Copa          | Sede     | Resultado        | Partidos | Goles |
| ------------- | -------- | ---------------- | -------- | ----- |
| Eurocopa 2020 | Europa   | Cuartos de final | 5        | 0     |
| Eurocopa 2024 | Alemania | Primera fase     | 3        | 1     |

## Clubes
| Club                 | País    | Año       | Partidos | Goles |
| -------------------- | ------- | --------- | -------- | ----- |
| F. C. Mariupol       | Ucrania | 2014-2015 | 2        | 1     |
| F. C. Dinamo de Kiev | Ucrania | 2015-     | 208      | 30    |

## Palmarés

### Campeonatos nacionales
| Título                  | Club                 | País    | Año  |
| ----------------------- | -------------------- | ------- | ---- |
| Liga Premier de Ucrania | F. C. Dinamo de Kiev | Ucrania | 2016 |
| Supercopa de Ucrania    | F. C. Dinamo de Kiev | Ucrania | 2016 |
| Supercopa de Ucrania    | F. C. Dinamo de Kiev | Ucrania | 2018 |
| Supercopa de Ucrania    | F. C. Dinamo de Kiev | Ucrania | 2019 |
| Copa de Ucrania         | F. C. Dinamo de Kiev | Ucrania | 2020 |
| Supercopa de Ucrania    | F. C. Dinamo de Kiev | Ucrania | 2020 |
| Liga Premier de Ucrania | F. C. Dinamo de Kiev | Ucrania | 2021 |
| Copa de Ucrania         | F. C. Dinamo de Kiev | Ucrania | 2021 |
| Liga Premier de Ucrania | F. C. Dinamo de Kiev | Ucrania | 2025 |